# 创业城街道
创业城街道是中华人民共和国黑龙江省大庆市让胡路区下辖的一个街道办事处。

## 行政区划
创业城街道下辖以下村级行政区划单位：
创业一社区、创业二社区、创业三社区、创业四社区、创业五社区、创业六社区、创业七社区、创业八社区、创业九社区。